# 消えて
「消えて」は日本のロックバンド、モーモールルギャバンの3枚目のシングルCD。

## 解説
- ベルウッド・レコードのレーベル「ROCKBELL records」よりリリース。
- プロデュースはモーモールルギャバンによるセルフ・プロデュース、ジャケットはユッカが手掛けた。
- 付属DVDには「消えて」、「IMPERIAL BLUE」、「7秒」のPVを収録。

## 収録曲

### CD
作詞・作曲・アレンジ：モーモールルギャバン
1. 消えて (4:06)
矢島がインドを訪れた際に目にした火葬場の風景から着想を得て、制作されたナンバー[1]。
2. RAINBOW WINE (3:34)
インスト曲。
3. 消えて (Instrumental) (4:03)

### DVD
PV集
1. 消えて（監督：山辺真美）
2. IMPERIAL BLUE （監督：山辺真美）
3. 7秒（監督：山辺真美）

## 参加メンバー
- ゲイリー・ビッチェ (矢島剛) ：ドラム/ヴォーカル (#1)
- ユッカ (尾家祐子) ：キーボード/コーラス/銅鑼(#2)
- T-マルガリータ (丸山知秀) ：ベース/コーラス